# Municipio de Richland (condado de Darke)
El municipio de Richland (en inglés: Richland Township) es un municipio ubicado en el condado de Darke en el estado estadounidense de Ohio. En el año 2010 tenía una población de 841 habitantes y una densidad poblacional de 15,32 personas por km².

## Geografía
El municipio de Richland se encuentra ubicado en las coordenadas 40°11′23″N 84°34′18″O / 40.18972, -84.57167. Según la Oficina del Censo de los Estados Unidos, el municipio tiene una superficie total de 54.89 km², de la cual 54,79 km² corresponden a tierra firme y (0,19 %) 0,1 km² es agua.

## Demografía
Según el censo de 2010, había 841 personas residiendo en el municipio de Richland. La densidad de población era de 15,32 hab./km². De los 841 habitantes, el municipio de Richland estaba compuesto por el 98,81 % blancos, el 0,12 % eran afroamericanos, el 0,36 % eran de otras razas y el 0,71 % eran de una mezcla de razas. Del total de la población el 0,83 % eran hispanos o latinos de cualquier raza.